# Antonio Falconio
Antonio Falconio (Navelli, 26 maggio 1938 – Roma, 22 dicembre 2021) è stato un giornalista e politico italiano.

## Biografia
Nato nel 1938 a Navelli, conseguì la laurea in scienze politiche. Divenuto giornalista professionista nel 1966, è entrato alla Rai dopo aver scritto per diversi quotidiani. È stato inoltre direttore responsabile del settimanale La Discussione.
Coniugato, ebbe un figlio e una figlia e risiedette dapprima all'Aquila e poi a Roma. Qui è morto il 22 dicembre 2021, all'età di 83 anni.

### Attività politica
Entrato in politica tra le file della Democrazia Cristiana, fu membro del Consiglio provinciale della provincia dell'Aquila, del Consiglio comunale del capoluogo abruzzese e del Consiglio regionale, come capogruppo in tutte e tre le assemblee. Fu poi vicesindaco del comune dell'Aquila.
Candidatosi alle elezioni politiche del 1979 alla Camera dei deputati fu eletto nella circoscrizione L'Aquila-Pescara-Chieti-Teramo per l'VIII legislatura repubblicana, venendo proclamato il 15 giugno di quell'anno. Durante il mandato da deputato fu membro della 9ª Commissione permanente (Lavori pubblici) dal 1979 al 1980 e della 2ª Commissione permanente (Interni) dal 1980 al 1983. Fu inoltre membro della Commissione parlamentare per l'indirizzo generale e la vigilanza dei servizi radiotelevisivi dal 1982 al 1983. Ricandidatosi alle elezioni politiche del 1983, risultò il primo dei non eletti nel proprio partito, situazione ripetutasi anche alle elezioni del 1987.
Con il dissolvimento della Democrazia Cristiana nel 1994, aderì al nuovo Partito Popolare Italiano, di cui diventò segretario regionale.
Si candidò quindi alle elezioni regionali del 1995 per la carica di presidente dell'Abruzzo a capo di una coalizione di centro-sinistra, venendo eletto come primo presidente abruzzese eletto a suffragio diretto. Ricandidatosi per un secondo mandato alle elezioni regionali del 2000, venne sconfitto con esiguo margine da Giovanni Pace del centro-destra, diventando comunque consigliere regionale di opposizione, carica che ricoprì fino al 2005.
Dissoltosi nel 2002 anche il Partito Popolare, aderì all'Unione dei Democratici Cristiani e di Centro (poi Unione di Centro).
È stato inoltre presidente dell'Istituto di Servizi per il Mercato Agricolo Alimentare (ISMEA) e consigliere dell'Ente Fiera di Verona.